# Franz-Joseph Meißner
Franz-Joseph Meißner (* 16. April 1946 in Düsseldorf; † 29. August 2022 in Leihgestern) war ein deutscher Romanist und Hochschullehrer.

## Leben
Er studierte romanische Philologie, Geschichte, Philosophie und Pädagogik (erstes und zweites Staatsexamen für das Lehramt am Gymnasium) und war Lehrer am Krupp-Gymnasium in Duisburg-Rheinhausen, abgeordneter Oberstudienrat im Hochschuldienst an der Universität Köln und hiernach Lehrer an der Ratinger Geschwister Scholl-Schule. Nach Promotion und Habilitation (Romanische Philologie) war er als Oberassistent (C2) an der FU Berlin für das Fach Didaktik der spanischen Sprache und Literatur verantwortlich und nach 1994 Professor (C4) für die Didaktik der Französischen Sprache und Literatur an der Justus-Liebig-Universität Gießen. Die Professur wurde 1995 umgewidmet auf Didaktik der romanischen Sprachen und Literaturen. 2011 erfolgte seine Emeritierung.
Er war von 1995 bis 2004 1. Vorsitzender der Vereinigung der Französischlehrer und wurde 2006 Gründungspräsident des Gesamtverbandes Moderne Fremdsprachen.
Nach 1990 hat sich Meißner vor allem der der Mehrsprachigkeits- und der romanistischen Interkomprehensionsdidaktik (für Deutschsprachige) und ihrer konzeptionellen und empirischen Entwicklung gewidmet. In diesem Zusammenhang hat er zahlreiche Qualifikationsarbeiten, darunter mehrere einschlägige deutsche und französische Dissertationen und Habilitationen, betreut bzw. begleitet. Seine Professur war z. T. federführend Mitglied mehrerer EU-geförderter internationaler Projekte. Weitere Schwerpunkte seiner Forschungen galten der Sprachenpolitik, der romanistischen Wortschatzdidaktik und Lexikographie, der Qualitätsentwicklung des Fremdsprachenunterrichts (langjährige Fachberatung am Institut für Qualitätsentwicklung im Bildungswesen an der Berliner Humboldt-Universität) sowie der Geschichte des Fremdsprachenunterrichts. Seine Publikationsliste zählt über 300 Titel.
Als (z. T. federführendes) Mitglied der Redaktionen war F.-J. Meißner an der Herausgabe mehrerer deutscher und französischer Fachzeitschriften und wissenschaftlichen Buchreihen beteiligt. Er war aktives Mitglied mehrerer deutscher, französischer und spanischer Fachgesellschaften.

## Schriften (Auswahl)
- Wortgeschichtliche Untersuchungen im Umkreis von französisch Enthousiasme und Genie. Genève 1979, OCLC 7205456.
- Demokratie. Entstehung und Verbreitung eines internationalen Hochwertwortes mit besonderer Berücksichtigung der Romania. Stuttgart 1990, ISBN 3-515-05506-1.
- zus. mit Jean-Paul Legrand, Roger Lenoir, Claude Meissner: Langenscheidts Wörterbuch der Umgangssprache Französisch. Wörterbuch des unkonventionellen Französisch. Berlin und München 1994, ISBN 3-486-20158-3.
- Schulsprachen zwischen Politik und Markt. Sprachenprofile, Meinungen, Tendenzen, Analysen. Eine Einführung in die Sprachenberatung. Frankfurt am Main 1993, ISBN 3-425-04456-7.
- zus. mit Marcus Reinfried (Hrsg.): Mehrsprachigkeitsdidaktik. Konzepte, Analysen, Lehrerfahrungen mit romanischen Fremdsprachen.Tübingen 1998, ISBN 3-8233-5294-6.
- zus. mit Claude Meissner, Horst G. Klein, Tilbert D. Stegmann: EuroComRom – Lire les langues romanes dès le début. Avec une introduction à la didactique de l’eurocompréhension. Aachen 2004, ISBN 3-8322-1221-3.
- zus. mit Bernd Tesch (Hrsg.): Spanisch - kompetenzorientiert unterrichten. Seelze 2010, ISBN 978-3-7800-1069-8.
- zus. mit Christiane Fäcke (Hrsg.): Handbuch Mehrsprachigkeits- und Mehrkulturalitätsdidaktik. Narr Francke Attempto, Tübingen 2019, ISBN 978-3-8233-8200-3.
- The Core Vocabulary of Romance Plurilingualism. Word lists. Vol. I: French and Italian. Vol. II: Portuguese and Spanish. Giessen University Library Publications, 2021; urn:nbn:de:hebis:26-opus160344.

## Auszeichnungen
- Straßburg Preis (Dissertation)
- Palmes Académiques